# Bjørnar Skjæran

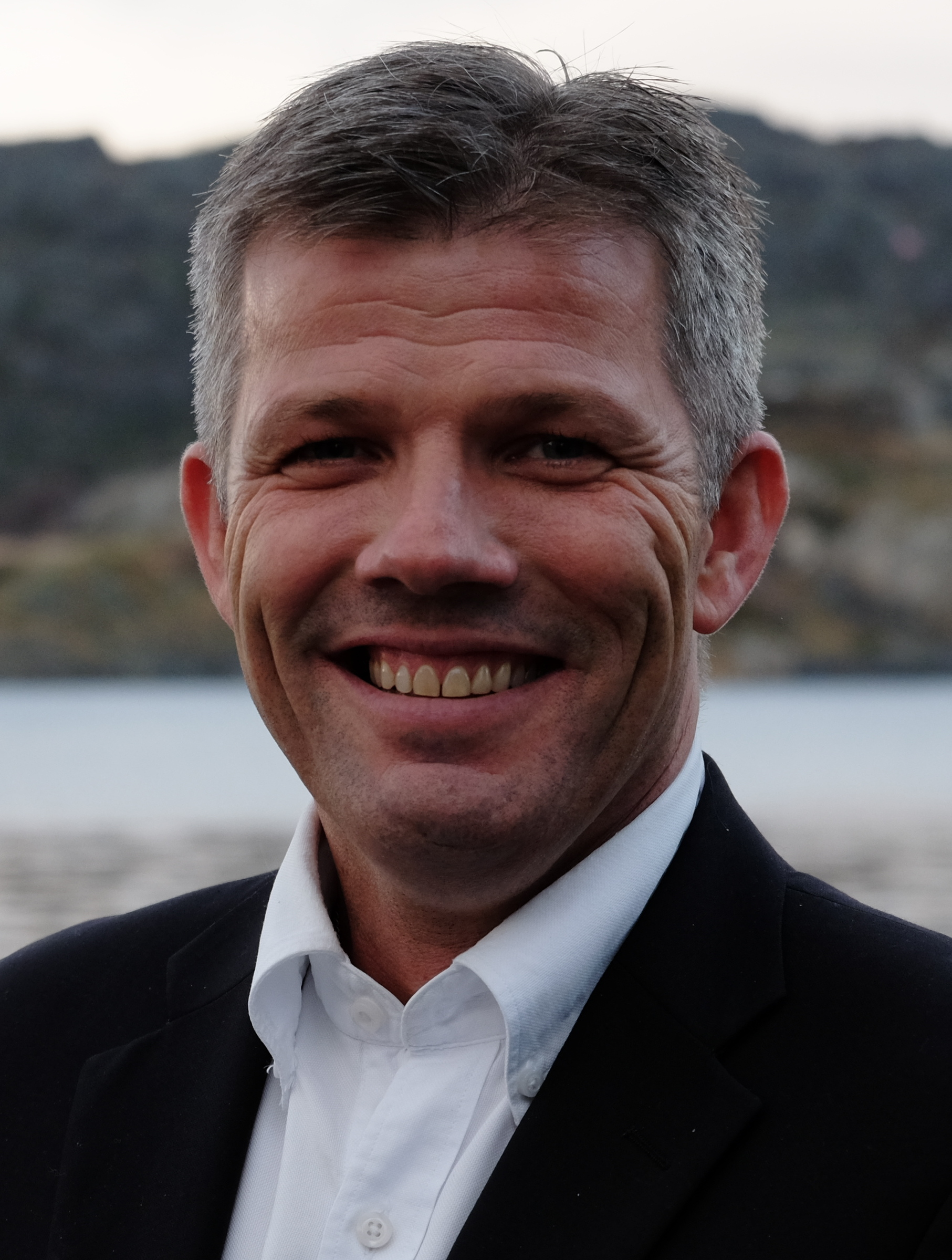
Bjørnar Skjæran, 2014

Bjørnar Selnes Skjæran (* 28. Mai 1966) ist ein norwegischer Politiker der Arbeiderpartiet (Ap). Seit 2021 ist er Abgeordneter im Storting. Von Oktober 2021 bis Oktober 2023 war er der Minister für Fischerei und Meerespolitik seines Landes. Von 2019 bis 2023 war er stellvertretender Vorsitzender der Arbeiderpartiet.

## Leben
Skjæran wuchs in Lurøy auf. Er besuchte eine weiterführende Schule in Mo i Rana. Im Jahr 1983 wurde er Mitglied in der Arbeiderpartiet-Jugend Arbeidernes Ungdomsfylking (AUF). Beruflich war er im Laufe der Zeit unter anderem als Landwirt und Betreiber einer Transportfirma tätig. In den Jahren 1987 bis 2015 saß er im Kommunalparlament von Lurøy. Ab 2011 fungierte Skjæran dabei als Bürgermeister der Kommune. Er wurde im selben Jahr zum Arbeiderpartiet-Vorsitzenden im Fylke Nordland gewählt, nachdem er dort zuvor bereits als stellvertretender Vorsitzender fungiert hatte. Im Jahr 2015 zog er in das Fylkesting von Nordland ein. Dort wurde er der Fraktionsvorsitzende der Arbeiderpartiet. Im März 2019 wurde der auf Landesebene eher unbekannte Skjæran vom zuständigen Parteigremium als neuer stellvertretender Parteivorsitzender vorgeschlagen. Der Posten war nach dem Rücktritt von Trond Giske bereits seit Januar 2018 unbesetzt gewesen. Anfang April 2019 wurde er schließlich auf einem Parteitag zum stellvertretenden Vorsitzenden gewählt.
Bei der Parlamentswahl 2021 zog Skjæran erstmals in das norwegische Nationalparlament Storting ein. Er war als Spitzenkandidat der Arbeiderpartiet in Nordland angetreten. Am 14. Oktober 2021 wurde er in der neu gebildeten Regierung Støre zum Minister für Fischerei und Meerespolitik ernannt. Nach dem Rücktritt seiner Parteikollegin Hadia Tajik als Ministerin für Arbeit und soziale Teilhabe übernahm Skjæran zudem vom 4. bis zum 7. März 2022 kommissarisch deren Posten. Im April 2023 kündigte er an, im Mai 2023 beim Parteitag nicht erneut als stellvertretender Parteivorsitzender zu kandidieren. Er begründete seine Entscheidung damit, dass es einen großen Wunsch nach Erneuerung in der Partei gebe und Tonje Brenna und Jan Christian Vestre für die zwei Posten als stellvertretende Vorsitzende geeignet seien. Seine Zeit als stellvertretender Vorsitzender endete schließlich am 5. Mai 2023. Am 16. Oktober 2023 schied Skjæran bei einer größeren Kabinettsumbildung aus der Regierung Støre aus. Seine Parteikollegin Cecilie Myrseth wurde zur neuen Fischereiministerin ernannt.
Nachdem er sein Mandat im Storting aufgrund seiner Regierungsmitgliedschaft hatte ruhen lassen müssen, nahm er im Oktober 2023 sein Mandat erneut auf. Dort wurde Skjæran Mitglied im Finanzausschuss. Im April 2024 wechselte er in den Arbeits- und Sozialausschuss, dessen stellvertretender Vorsitzender er wurde. Zudem wurde er im April 2024 Mitglied im Arbeiderpartiet-Fraktionsvorstand. Im Februar 2025 kehrte Skjæran als einfaches Mitglied in den Finanzausschuss zurück und wurde Fraktionsvorsitzender.